# Толстоухово (Старицкий район)
Толстоухово — деревня в Старицком районе Тверской области. Входит в состав Ново-Ямского сельского поселения.

## География
Находится в южной части Тверской области на расстоянии приблизительно 10 км на юг-юго-восток по прямой от районного центра города Старица.

## История
Деревня была отмечена ещё на карте 1825 года. В 1859 году здесь (деревня Старицкого уезда) было учтено 11 дворов, в 1941 — 15.

## Население
Численность населения: 114 человек (1859 год), 21 (русские 100 %) в 2002 году, 23 в 2010.